# Lijst van oorlogsmonumenten in Eemsdelta
De Nederlandse gemeente Eemsdelta heeft 32 oorlogsmonumenten. Hieronder een overzicht.
| Nr.                             | Object                                     | Herdachte groep | Ontwerper                                       | Onthulling       | Type            | Locatie                                | Plaats                                                                              | Coördinaten                   | Foto                                       |
| ------------------------------- | ------------------------------------------ | --- | ----------------------------------------------- | ---------------- | --------------- | -------------------------------------- | ----------------------------------------------------------------------------------- | ----------------------------- | ------------------------------------------ |
| 35                              | Joodse plaquette                           | vervolgden Nederland |                                                 | 11 maart 1992    | plaquette       | Johan van den Kornputplein 1, 9934 EA  | Delfzijl                                                                            | 53° 20' 0" NB, 6° 55' 36" OL  | Joodse plaquette                           |
| 36                              | Oorlogsmonument                            | militairen in dienst van het Ned. Kon. 1940-1945, burgerslachtoffers, vervolgden Nederland, verzet Nederland                                                       |                                                 |                  | zuil            | Gedempte Haven 2, 9905 PJ              | Holwierde                                                                           | 53° 21' 31" NB, 6° 52' 4" OL  |                                            |
| 37                              | Bevrijdingsplaquettes                      | algemeen, geallieerde militairen |                                                 |                  | plaquette       | Wijkstraat, 9901 AE                    | Appingedam                                                                          | 53° 19' 13" NB, 6° 51' 33" OL |                                            |
| 41                              | Monument voor Canadese Militairen          | geallieerde militairen |                                                 |                  | gedenksteen     | Gedempte Haven2, 9905 PJ               | Holwierde                                                                           | 53° 21' 31" NB, 6° 52' 4" OL  |                                            |
| 460                             | Oorlogsmonument                            | allen | Willem Valk (beeldhouwer), G. Bosma (architect) |                  | beeld/sculptuur | Wijkstraat, 9901 AE                    | Appingedam                                                                          | 53° 19' 13" NB, 6° 51' 33" OL | Meer afbeeldingen                          |
| 513                             | Oorlogsmonument                            | algemeen, burgerslachtoffers | Thees Meesters                                  | 1 mei 1950       | zuil            | Johan van den Kornputplein 10, 9934 EA | Delfzijl                                                                            | 53° 19' 56" NB, 6° 55' 23" OL | Oorlogsmonument                            |
| 517                             | 't Zwaantje                                | verzet Nederland | Jan Wessels (1920-1983)                         |                  | beeld/sculptuur | Johan van den Kornputplein 5, 9934 EA  | Delfzijl                                                                            | 53° 19' 56" NB, 6° 55' 23" OL | Meer afbeeldingen                          |
| 804                             | Monument Fokko Reinard Zuidveld            | algemeen | Willem Valk                                     | 4 mei 1948       | beeld/sculptuur | Stadsweg 44, 9918 PJ                   | Garrelsweer                                                                         | 53° 18' 31" NB, 6° 45' 43" OL | Meer afbeeldingen                          |
| 1848                            | Joods monument bij het raadhuis            | vervolgden Nederland | Han Boerrigter, B.S.B. Glasatelier b.v.         | 22 maart 1984    | plaquette       | Wijkstraat 36, 9901 AJ                 | Appingedam                                                                          | 53° 19' 13" NB, 6° 51' 27" OL |                                            |
| 1854                            | Joods monument in de Broerstraat           | vervolgden Nederland | A. Bleeker; H. van Dijck                        | 21 maart 1985    | zuil            | Broerstraat 8, 9901 EK                 | Appingedam                                                                          | 53° 19' 20" NB, 6° 51' 21" OL | Meer afbeeldingen                          |
| 2082                            | Monument 1940-1945                         | militairen in dienst van het Ned. Kon. na 1945, geallieerde militairen, militairen in dienst van het Ned. Kon. 1940-1945, burgerslachtoffers, vervolgden Nederland |                                                 | 1970             | gedenksteen     | Hoofdweg 53, 9945 PB                   | Wagenborgen                                                                         | 53° 15' 22" NB, 6° 55' 49" OL | Meer afbeeldingen                          |
| 2085                            | Oorlogsmonument                            | algemeen, allen, overig | Commissie Gedenkteken Loppersum                 | 4 mei 1995       | gedenksteen     | Marktplein, 9919                       | Loppersum                                                                           | 53° 19' 55" NB, 6° 44' 49" OL |                                            |
| 2229                            | Indië-monument                             | militairen in dienst van het Ned. Kon. na 1945 |                                                 | 26 april 2003    | plaquette       |                                        | Appingedam                                                                          | 53° 19' 13" NB, 6° 51' 27" OL |                                            |
| 2300                            | Plaquette in het NS-station                | burgerslachtoffers | ir. H.G.J. Schelling, H.J. Winkelman            |                  | plaquette       | Johan van den Kornputplein 1, 9934 EA  | Delfzijl                                                                            | 53° 20' 0" NB, 6° 55' 36" OL  |                                            |
| 2472                            | Joods monument                             | vervolgden Nederland | Willem Heesen                                   | 4 mei 1982       | overig          | Johan van den Kornputplein 10, 9934 EA | Delfzijl                                                                            | 53° 19' 56" NB, 6° 55' 23" OL |                                            |
| 2473                            | Monument bij de voormalige Zeevaartschool  | koopvaardijpersoneel, burgerslachtoffers | Anna Dekking-van Haeften                        | 15 november 1956 | beeld/sculptuur | Abel Tasmanplein 1, 9934 GD            | Delfzijl                                                                            | 53° 19' 54" NB, 6° 55' 17" OL | Meer afbeeldingen                          |
| 2474                            | Plaquette in het gemeentehuis van Delfzijl | burgerslachtoffers, vervolgden Nederland, verzet Nederland | Thees Meesters                                  | 16 april 1948    | plaquette       | Johan van den Kornputplein 10, 9934 EA | Delfzijl                                                                            | 53° 19' 56" NB, 6° 55' 23" OL | Plaquette in het gemeentehuis van Delfzijl |
| 2475                            | Plaquette in de N.H. kerk                  | algemeen |                                                 |                  | plaquette       | Kerkstraat, 9906 PP                    | Bierum                                                                              | 53° 22' 56" NB, 6° 51' 49" OL |                                            |
| 2476                            | Oorlogsmonument                            | burgerslachtoffers, vervolgden Nederland, verzet Nederland | Rinus Meijer                                    | 1949             | plaquette       | H.Berrelkampstraat 1, 9946 PT          | Woldendorp                                                                          | 53° 16' 20" NB, 7° 1' 51" OL  |                                            |
| 2742                            | Geallieerd oorlogsgraf                     | |                                                 |                  | kruis           |                                        | Loppersum                                                                           | 53° 19' 54" NB, 6° 44' 49" OL |                                            |
| 2743                            | Plaquette in de N.H. Kerk                  | geallieerde militairen |                                                 |                  | plaquette       | Marktplein, 9919 AB                    | Loppersum                                                                           | 53° 19' 55" NB, 6° 44' 49" OL |                                            |
| 2744                            | Monument voor de Gevallenen                | militairen in dienst van het Ned. Kon. 1940-1945, burgerslachtoffers, vervolgden Nederland, verzet Nederland                                                       |                                                 |                  | plaquette       | Concordiaplein 4, 9991 BB              | Middelstum                                                                          | 53° 20' 50" NB, 6° 38' 30" OL |                                            |
| 2866                            | Verzetsplaquettes                          | burgerslachtoffers, vervolgden Nederland |                                                 |                  | plaquette       | Wijkstraat 36, 9901 AJ                 | Appingedam                                                                          | 53° 19' 13" NB, 6° 51' 27" OL |                                            |
| 2867                            | Monument op de begraafplaats               | militairen in dienst van het Ned. Kon. 1940-1945, burgerslachtoffers, vervolgden Nederland, verzet Nederland                                                       |                                                 |                  | gedenksteen     | Hoofdweg-Zuid 13a, 9909 BA             | Spijk                                                                               | 53° 23' 16" NB, 6° 50' 9" OL  |                                            |
| 2875                            | Verzetsmonument                            | vervolgden Nederland, burgerslachtoffers | Thees Meesters                                  | 5 mei 1952       | zuil            | Torenplein, 9915                       | 't Zandt                                                                            | 53° 21' 60" NB, 6° 46' 27" OL | Verzetsmonument                            |
| 2989                            | Bevrijdingsmonument                        | algemeen, geallieerde militairen | Harm Jonk                                       | 5 mei 2007       | gedenksteen     | Rijksweg, 9917 PS                      | Wirdum                                                                              | 53° 19' 3" NB, 6° 47' 33" OL  |                                            |
| 3155                            | Monument voor de familie Cohen             | vervolgden Nederland |                                                 |                  | gedenksteen     | Trekweg, 9918 PE                       | Garrelsweer                                                                         | 53° 18' 40" NB, 6° 45' 35" OL | Meer afbeeldingen                          |
| 3163                            | Monument 'Groot Bronswijk'                 | vervolgden Nederland |                                                 | 1990             | plaquette       | Hibiscusstraat, 9945 VB                | Wagenborgen                                                                         | 53° 15' 31" NB, 6° 56' 15" OL | Meer afbeeldingen                          |
| 3256                            | Monument in de voormalige Zeevaartschool   | burgerslachtoffers |                                                 | 15 november 1956 | plaquette       | ´t Zwet 1, 9932 AA                     | Delfzijl                                                                            | 53° 19' 14" NB, 6° 54' 41" OL |                                            |
| 3282                            | Bevrijdingsplaquette                       | algemeen |                                                 |                  | plaquette       | Johan van den Kornputplein 10, 9934 EA | Delfzijl                                                                            | 53° 19' 56" NB, 6° 55' 23" OL |                                            |
| 3409                            | Polizeigefängnis Molenberg                 | overig |                                                 |                  | plaquette       | Molenberg 7, 9934 CG                   | Delfzijl                                                                            | 53° 19' 49" NB, 6° 55' 32" OL |                                            |
| 3590                            | Oorlogsmonument                            | geallieerde militairen, burgerslachtoffers |                                                 | 2009             | gedenksteen     | Borgsweer 36, 9949 PB                  | Borgsweer                                                                           | 53° 17' 56" NB, 7° 0' 47" OL  | Oorlogsmonument                            |
| Dit oorlogsmonument op Wikidata | Stolpersteine                              | vervolgden Nederland | Gunter Demnig                                   |                  | plaquette       | Zie Stolpersteine in Eemsdelta         | Appingedam, Borgsweer, Delfzijl, Garrelsweer, Middelstum, Termunterzijl, Woldendorp |                               |                                            |